# Bíborsügér
A bíborsügér (Hemichromis bimaculatus) az egyik legszebb akváriumban tartható díszsügér. Teste nyugalmi állapotban aranybarna, fémesen csillogó kékeszöld pikkelyekkel. Az oldalát két folt ékesíti. Íváskor gyönyörűen kipirosodik a teste, némely tenyésztörzs példányainak hátúszója kékesen irizálóvá válik ilyenkor.

## Előfordulása
Afrikában, a Niger, a Nílus, a Kongó és mellékfolyóiban, valamint Ghána és Togo erdei folyóiban és patakjaiban él.
Az MTI szerint Harka Ákos, a haltani társaság elnöke jelentette be egy konferencián, hogy illegális betelepítés révén az afrikai eredetű akváriumi halként forgalmazott bíborsügérnek önfenntartó állománya alakult ki a Hévízi-tóban.

## Megjelenése
Zömök testű, 12 – 15 cm-re megnövő hal, ívás idején különösen szép. Oldala és hasrésze világos piros, háta sötét olajzöld. Kopoltyúfedője nagy, rajta jellegzetes sötét folt található. Úszói rózsaszínűek. Íváskor a nőstények vörös, zöld pettyekkel díszítettek. A hímek valamivel nagyobbak és halványabb színűek, különösen íváskor. A nemek megkülönböztetése rendkívül nehéz. Az ívási időszakban a hímek farok és hátúszóján valamivel több kékeslilás petty található, mint a nőstényekén.
|  |

## Életmódja
A táplálékot illetően nem válogatós, mindenevő.

## Tartása
Tartásukhoz 50 - 100 literes akvárium szükséges, melyben csak a pár van elhelyezve. Ha kisebb, békés halakkal helyezzük egy medencébe, elpusztítja azokat. Az öregebb hímek gyakran még saját nőstényeiket is tönkreteszik. 50 literenként számítsunk egy párt. Legideálisabb párban tartani, mert rendkívül agresszív és territoriális hal. Elég összeférhetetlen, csak nagy testű, hasonló temperamentumú halakkal társítsuk (például zebrasávos sügér, márványsügér, tilápia, citromsügér).
Kedveli a dús növényzetű környezetet, a sok búvóhelyet.

## Tenyésztése
Tenyésztésük igen egyszerű, a pár a számára berendezett medencét ívás előtt átrendezi magának. Ha szaporítani kívánjuk a fajt, feltétlenül helyezzünk el az akváriumban lapos felületű köveket, melyekből alakítsunk ki barlangokat. Ha egy pár összeállt, kiválasztanak egy követ, mely köré homokgödröket túrnak, és az útjukban álló telepített növényeket kitépik. A kiválasztott, általában lapos, nagy kőre a nőstény több száz, halványsárga ikrát rak. Jó ivadékgondozók, amíg utódokat nevelnek, rendkívül agresszívak, néha még a gazda kezének is nekitámadnak, ha az a medencébe merészel nyúlni. A szaporítandó párt a többi hal érdekében tegyük külön akváriumba. A kishalak 2–3 nap elteltével kelnek ki, de további néhány napra van szükségük, míg a szikzacskójuk felszívódik. A nyolcadik napon elúszó ivadékok, ha elegendő mennyiségű élő eleséget kapnak, gyorsan fejlődnek. Összeférhetetlen természete az oka annak, hogy nem sok tenyésztő próbálkozik a bíborsügér szaporításával.